# Boris Barać
Boris Barać (nacido en Mostar, Bosnia y Herzegovina, el 21 de febrero de 1992) es un jugador de baloncesto croata que actualmente pertenece a la plantilla del Falco KC Szombathely de la NB I/A húngara. Con 2,06 metros de altura puede jugar tanto en la posición de ala-pívot. Es internacional con la selección de baloncesto de Croacia. Es el hermano pequeño del también baloncestista Stanko Barać.

## Trayectoria
Es internacional con la selección croata en las ventanas FIBA y con experiencia en diversos equipos europeos de buen nivel como el CEZ Nymburk checho o los prestigiosos Zadar y Cibona Zagreb de Croacia.
Comenzó la temporada 2018-19 en las filas del Oporto, donde realizó buenos números en la liga portuguesa con una media de 10'2 puntos, 5'2 rebotes y 1'7 asistencias por encuentro en el tercer clasificado de la competición doméstica.
En febrero de 2019 se compromete con el B the travel brand Mallorca Palma de la liga LEB Oro hasta el final de la temporada 2018-19.